# Jean Picron
Jean Félicien Picron (Ormeignies, 21 februari 1922 - 4 augustus 2005) was een Belgisch volksvertegenwoordiger en burgemeester.

## Levensloop
Van vorming landbouwingenieur, werd Picron in 1952 gemeenteraadslid en in 1953 burgemeester van Ormeignies en bleef dit ambt uitoefenen dat aan de fusie met Aat, eind 1976. Hij zou een coalitie voorzitten in de nieuwe gemeente en werd als burgemeester voorgedragen. Maar toen bleek dat de verkiezing van een van de raadsleden ongeldig was. Hij werd vervangen door de eerste opvolger, maar die koos partij voor Guy Spitaels, die met één stem meerderheid het burgemeesterschap in de wacht sleepte.
Van 1954 tot 1961 was Picron voor de Liberale Partij provincieraadslid van Henegouwen. Daarna was hij van 1961 tot 1978 lid van de Kamer van volksvertegenwoordigers voor het arrondissement Aat.
Hij bleef zetelen in de nationale instanties van de PLP en de PRL en was erevoorzitter van de MR in Aat.